# Sébastien Joseph Boulatignier
Sébastien Joseph Boulatignier est un homme politique français né le 11 janvier 1805 à Valognes (Manche) et mort le 15 mars 1895 à L'Étoile près de Lons-le-Saunier (Jura).

## Biographie
Il fait ses études au collège de Caen puis à la Faculté de droit de Paris où il obtient une licence en droit en 1825. Entré comme chef de bureau au ministère de l'intérieur en 1837, il est l'auteur de plusieurs ouvrages de droit administratif. Maître des requêtes au Conseil d’État en mai 1839, il est député de la Manche de 1848 à 1849, siégeant à droite. À la même période, il enseigne à l'École d'administration. Élu conseiller d’État en avril 1849, il démissionne de son mandat de député. D'abord hostile au coup d’État du 2 décembre 1851, il finit par se rallier au Second Empire. Il est membre du conseil général de la Seine et du conseil municipal de Paris. Il prend sa retraite en 1872 comme président de section.

## Récompenses et distinctions
- officier de l'Instruction publique
- chevalier de la Légion d'honneur (1840)
- officier de la Légion d'honneur (1853)
- commandeur de la Légion d'honneur (1863)

## Œuvres
- De la fortune publique en France et de son administration, Paris, Pourchet, 1838-1840, 3 vol. in-8, en collaboration avec Louis Antoine Macarel
- Traité sur les conflits, 1847
- Juridiction administrative, 1851